# Fabienne Béret-Martinel
Pour les articles homonymes, voir Beret et Martinel.
Fabienne Béret-Martinel, née le 22 décembre 1977 à Fort-de-France, est une athlète française spécialiste du sprint.

## Palmarès
- Championne de France en 2006 sur 200 m
- Championne de France en salle en 2006 sur 60 m en 7 min 30 s
- 4e aux championnats de france à sotteville les rouen en 11 min 34 s en 2004
- 3e aux Jeux olympiques d'Athènes en 2004 avec le relais français Christine Arron, Muriel Hurtis, Véronique Mang, Sylviane Félix, et Fabé Dia. Elles terminent à la 3e place.
- Finaliste et deuxième relayeuse du 4 × 100 m aux Championnats d'Europe d'athlétisme 2006 (aux côtés de Véronique Mang, Adrianna Lamalle et Muriel Hurtis). Abandon sur le dernier passage du relais à cause d'une blessure de la troisième relayeuse Adrianna Lamalle
- Championnats du monde d'athlétisme 2007 à Osaka ( Japon)
  - Éliminée en demi-finale du relais 4 × 100 m